# 卡马尔甘杰
卡马尔甘杰（Kamalganj），是印度北方邦Farrukhabad县的一个城镇。总人口14659（2001年）。

## 人口
该地2001年总人口14659人，其中男性7963人，女性6696人；0—6岁人口2423人，其中男1335人，女1088人；识字率56.16%，其中男性为61.64%，女性为49.66%。